# Грединг
Грединг (њем. Greding) град је у њемачкој савезној држави Баварска. Једно је од 16 општинских средишта округа Рот. Према процјени из 2010. у граду је живјело 7.095 становника. Посједује регионалну шифру (AGS) 9576122.

## Географски и демографски подаци
Грединг се налази у савезној држави Баварска у округу Рот. Град се налази на надморској висини од 397 метара. Површина општине износи 103,7 km². У самом граду је, према процјени из 2010. године, живјело 7.095 становника. Просјечна густина становништва износи 68 становника/km².